# Bat 21
Bat 21 és una pel·lícula basada en el llibre del mateix títol de William C. Anderson. Ha estat doblada al català

## Argument
Durant la Guerra del Vietnam, un avió EB-66 d'observació és derribat. L'únic supervivent és el navegant aeri Tinent Coronel Hambleton (Gene Hackman), que a més és un expert en míssils. Ja que Hambleton és un militar de gran interès per a l'exèrcit estatunidenc, es posa en marxa una missió de rescat, malgrat ser aquesta molt perillosa. Hambleton es comunica amb l'equip de rescat mitjançant una ràdio portàtil. El problema és que el Vietcong l'està escoltant, i Hambleton ho sap. El seguiment de l'operació de rescat és assignat a un controlador aeri avançat (Danny Glover). Atès que el rescat a la zona on ha caigut l'avió és impossible, el propi Tinent Coronel Hambleton idea un pla per arribar a una altra zona de rescat més segura. Idea d'igual forma un sistema basat en la forma de diferents clots de camps de golf que coneix, amb el qual transmet els seus moviments a l'equip de rescat sense que els enemics, que escolten les seves transmissions, puguin desxifrar-ho (en teoria en ser el golf un esport desconegut per a ells).
La pel·lícula està basada en fets reals, el navegant i expert en contramesures electròniques (i amb el nom a terra de Bat 21 per qüestions d'intel·ligència i per evitar el rastreig enemic o l'ús del derribat amb altres finalitats, es col·loca un àlies que és el que dona nom a la pel·lícula) és tractat de rescatar, però la missió resulta molt difícil a causa que el Vietcong està llançant la major ofensiva terrestre de la guerra, durant les celebracions del Tet (podria fer-se una analogia amb el Nadal cristià), moment en el qual, els estatunidencs no atacarien com a senyal de respecte a la fe local i per continuar amb la simpatia del Vietnam del Sud.

## Repartiment
- Gene Hackman: el tinent-coronel Iceal « Gene » Hambleton
- Danny Glover: el capità Bartholomew Clark
- David Marshall Grant : Ross Carver
- Jerry Reed : el coronel Georges Walker
- Clayton Rohner : el sergent Harley Rumbaugh

## Producció
La pel·lícula es va filmar totalment a Sabah a Malàisia, amb l'assistència del govern.
L'una de les particularitats de la pel·lícula, i del llibre del qual està treta, resideix en el codi particular que el coronel Hambleton i l'equip carregat de la seva exfiltració utilitzen per comunicar. En efecte, el coronel i l'equip poden comunicar per ràdio, però saben que les seves comunicacions són escoltades pels Viet-Cong, informats pels seus consellers militars soviètics. Es posen en marxa grans mitjans per part del Viet-Cong, per capturar Hambleton, conscients del valor de les informacions que té el coronel.